# Paweł Chen Changpin
Paweł Chen Changpin (chiń. 陳昌品保祿) (ur. 1838 r. w powiecie Xingren, prowincja Kuejczou, w Chinach – zm. 29 lipca 1861 r. w Qingyanzhen, prowincja Kuejczou) – święty Kościoła katolickiego, seminarzysta, męczennik.

## Życiorys
Chen Changpin urodził się w powiecie Xingren w prowincji Kuejczou. Gdy był mały jego ojciec w wyniku domowej awantury opuścił dom i zarabiał na życie praktykując medycynę. Przynaglony do powrotu przez ojca Lee Wanmei, zastał żonę ponownie zamężną i odzyskał tylko syna Chen Changpin. Jednak nie mogąc podróżować z chłopcem oddał go na wychowanie ojcu Lee. Ksiądz Lee razem z ojcem Hu (rektorem seminarium) zaczęli przygotowywać chłopca do zostania księdzem udzielając mu lekcji łaciny. W wieku 16 lat został ochrzczony w Boże Narodzenie. Rozpoczął naukę w niższym seminarium duchownym w Liuchongguan. W 1857 r. przybył odwiedzić go ojciec i zaproponował, by opuścił seminarium. Jednak on nie zgodził się na to. W 1860 r. wstąpił do wyższego seminarium duchownego w Qingyan. W następnym roku rozpoczęły się prześladowania religijne i wszyscy seminarzyści uciekli do Yangmeigao. Tylko Jan Chrzciciel Luo Tingyin został schwytany w seminarium. Żołnierze aresztowali również jego i Józefa Zhang Wenlan, gdy wrócili z zakupów w mieście. Uwięziono ich u starej opuszczonej świątyni. 29 lipca przysłano od cesarza akt łaski, ale sędzia nie tylko opóźnił jego ogłoszenie, lecz wydał nakaz egzekucji. Trójka więźniów została ścięta razem z Martą Wang Luo Mande, która przynosiła im jedzenie do więzienia i przyłączyła się do nich w drodze na miejsce stracenia. Następnego dnia katolik Cheng Lelun zabrał ich ciała, żeby je pochować w seminarium.

## Dzień wspomnienia
9 lipca w grupie 120 męczenników chińskich.

## Proces beatyfikacyjny i kanonizacyjny
Razem z Janem Chrzcicielem Luo Tingyin, Józefem Zhang Wenlan i Martą Wang Luo Mande należy do grupy męczenników z Qingyanzhen (prowincja Kuejczou). Zostali oni beatyfikowani 2 maja 1909 r. przez Piusa X. Kanonizowani w grupie 120 męczenników chińskich 1 października 2000 r. przez Jana Pawła II.